# Új Jeruzsálem közösség
Az Új Jeruzsálem közösség olyan magyar alapítású, ökumenikus elhivatottságú katolikus karizmatikus lelkiség, amelynek tagjai a római katolikus egyház tanítását vallva fő feladatuknak tekintik az imádkozást és az evangelizációt.

## Története
Az Új Jeruzsálem közösség 1997. január elsején jött létre Magyarországon, alapjait Kunszabó Zoltán és László Viktor tette le.

## Tevékenysége
A közösség elsődleges célja és hivatása az evangélium bemutatása a XXI. század emberének. Üzenetüket igyekeznek mai nyelven, de a Bibliára támaszkodva eljuttatni az emberekhez. Szolgálják a felekezetek közötti kiengesztelődést, szívesen működnek együtt más keresztény csoportokkal missziós munkáinkban, sőt tagjaik közé is befogadnak nem katolikus keresztényeket, amennyiben azonosulnak céljaikkal és elfogadják a Közösség katolikus elkötelezettségét és rendjét. Törekvésük az is, hogy elősegítsék a zsidóság és a kereszténység közötti kiengesztelődést. Lelkinapokat, ifjúsági zenei találkozókat, evangelizációs összejöveteleket, többnapos lelkigyakorlatokat, kurzusokat szerveznek. Havi rendszerességgel tartják az ún. Tűz evangelizációs sorozatot Budapesten, illetve a Kárpát-medence kisebb-nagyobb településein. Az Új Jeruzsálem működésében fontos szerepet kap a zene. A Közösség részt vesz a Szent András Evangelizációs Iskola munkájában. Az ottani kurzusok az evangelizáció metodikájával, a tanítványsággal, a Szentírással, illetve a közösségi élettel foglalkoznak. A Közösség tagjai hetente nyitott tanító-dicsőítő alkalomra és kiscsoportos ima-összejövetelekre gyűlnek össze, intenzív közösségi életet élnek. A rendszeres és elkötelezett egyéni és közösségi imádság jelenti lelkiségük alapját. Örömmel gyakorolják az ima és a dicsőítés kötetlenebb, modern formáit, de szívesen kapcsolódnak be az imádságnak és az imádásnak az Egyház által gyakorolt liturgikus formáiba is, keresve a „régi és új” egységét és harmóniáját.

## Tagság
A Közösség tagjává legalább negyedévi jelöltidő után, az ünnepélyes elköteleződéssel válhat valaki. Az elköteleződést minden tagnak évente meg kell újítani. A tagságnak különböző feltételei vannak, pl. betöltött 15. életév, életállapotnak megfelelő tiszta, kiegyensúlyozott keresztény életvitel, elkötelezett, napi rendszerességű imaélet és igeolvasás.
Kisközösséghez tartozás a rendes tagság alapfeltétele. A kisközösségek élete és felépítése hasonló a nagyközösséghez. Tagjaik rendszeresen találkoznak, hetente vagy kéthetente. Több fajta kisközösség működik. A „normál” közösségek feladatai pl. a közös dicsőítés, imádság és igetanulmányozás, kifelé irányuló közös szolgálatok. A specializálódott közösségek egy-egy szolgálatra (pl. Alfa-csoport, dicsőítő csoport), vagy egy élethelyzetre (pl. Házas-közösség, Anya-közösség) helyezik a hangsúlyt. Ezek nem végzik a „normál” közösségek minden funkcióját. A családközösségek tagjai olyan házaspárok, akiknek gondot jelent a normál vagy specializálódott kisközösségekben való részvétel. Ők gyermekeikkel együtt a hét meghatározott napján legalább 1 órás imaestet tartanak, közös bibliaolvasással, megosztással, dicsőítéssel.
A nagyközösség vezetését a Vezetői Team és a Közösségvezető látja el. A Vezetői Team tagjai a Közösségvezető, a Kisközösség-vezetők, az egyes szolgálatok vezetői, illetve a Közösségvezető és a Team meghívására bármelyik tag, időlegesen vagy állandó jelleggel.
A kisközösségi összejöveteleken és az evangelizációs alkalmakon kívül – ezek közül kiemelkedik a budapesti TŰZ evangelizáció, mint a Közösség „ünnepi” alkalma – a Közösség jelöltjei illetve elkötelezett tagjai havonta Közösségi Napon találkoznak, július és augusztus kivételével. A Közösségi Napok alapvetően nyilvánosak, bizonyos esetekben azonban részlegesen vagy egészében zárttá tehetők. A Közösség azt kéri tagjaitól, hogy a bibliai alapelv szerint jövedelmük tíz százalékát havonta, a Közösségi Nap alkalmával adják át a Pénztárosnak, akit a Közösségvezető és a Team választ a közösség tagjai közül. A Pénztáros automatikusan a Team tagjává válik. Emellett bátorítják tagjaikat, hogy az Egyház által kért egyéb anyagi hozzájárulásoknak is tegyenek eleget (pl. az egyházi adó befizetése).